# Персеверанс (паровоз)

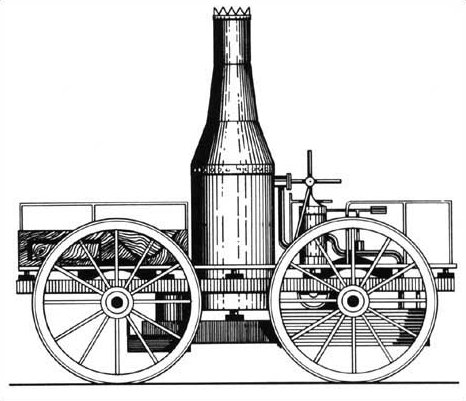
Персеверанс

Персеверанс (англ. Perseverance — Наполегливість) — один з ранніх паровозів, сконструйований Тімоті Берстолом (англ. Timothy Burstall). Взяв участь у рейнхільських випробуваннях у жовтні 1829 року, на яких мав визначитися паровоз, якій міг би бути використаним на першій регулярній пасажирській залізниці Ліверпуль — Манчестер.
По дорозі до місця проведення змагань паровозів «Пересеверанс» поламався й Т. Берстолу довелося витратити п'ять днів на його ремонт, отож його паровоз зміг узяти участь у змаганнях лише на 6 день. Однак, максимальна швидкість, якої зміг досягти «Персеверанс», становила лише 6 миль/год, що було набагато менше, ніж у лідерів змагань. За свій паровоз Т. Берстол отримав утішний приз у 25 фунтів стерлінгів.